# Nagrada Barbare Dex
Nagrada Barbare Dex (angl. Barbara Dex Award) je nagrada, ki jo je od leta 1997 do leta 2021 vsako leto podelili oboževalci Evrovizije najslabše oblečenemu predstavniku na izboru za Pesem Evrovizije tistega leta. Leta 2021 so spremenili opredelitev nagrade; po novih merilih jo prejme izvajalec z najbolj vpadljivo opravo. S tem so želeli organizatorji nagradi odvzeti negativen prizvok. 13. marca 2022 so s spletne strani Songfestival.be sporočili, da nagrado ukinjajo ter ustanavljajo novo nagrado, za »najbolj opazno opravo« na izboru. Nova nagrada se imenuje You're A Vision Award.

## Zgodovina
Nagrado je ustanovila nizozemska spletna stran evrovizijskih oboževalcev House of Eurovision in jo poimenovala po belgijski pevki Barbari Dex, ki je leta 1993 nastopila na izboru v doma sešiti obleki. V prvih dveh letih so zmagovalca izbrali interno, leta 1999 pa so uvedli javno glasovanje.  Po Evroviziji 2016 so spletno stran The House of Eurovision ukinili, podeljevanje nagrade pa prepustili belgijski spletni strani Songfestival.be in njenemu ustanovitelju Jasperju Van Biesenu.
13. marca 2022 so s spletne strani Songfestival.be sporočili, da nagrado zaradi negativne konotacije ukinjajo. Ustanovili pa so novo nagrado, za »najbolj opazno opravo« na izboru. Po spletnem glasovanju je spletišče Songfestival.be 29 aprila tistega leta objavilo, da se bo nova nagrada imenovala »You're A Vision Award« (nagrada »ti si vizija«); ime izraža namen nagrade – počastitev ustvarjalnosti, različnosti in pozitivnosti v modi na evrovizijskem odru. Prvi prejemnik nagrade je leta 2022 postal avstralski predstavnik Sheldon Riley.

## Prejemniki
| Leto | Predstavnik/-ca     | Država      |
| ---- | ------------------- | ----------- |
| 1997 | Debbie Scerri       | Malta       |
| 1998 | Guildo Horn         | Nemčija     |
| 1999 | Lydia               | Španija     |
| 2000 | Nathalie Sorce      | Belgija     |
| 2001 | Andrzej Piaseczny   | Poljska     |
| 2002 | Michalis Rakintzis  | Grčija      |
| 2003 | t.A.T.u.            | Rusija      |
| 2004 | Sanda Ladoși        | Romunija    |
| 2005 | Martin Vučić        | Makedonija  |
| 2006 | Nonstop             | Portugalska |
| 2007 | Verka Serdučka      | Ukrajina    |
| 2008 | Gisela              | Andora      |
| 2009 | Zoli Ádok           | Madžarska   |
| 2010 | Milan Stanković     | Srbija      |
| 2011 | Eldrine             | Gruzija     |
| 2012 | Rona Nishliu        | Albanija    |
| 2013 | Moje 3              | Srbija      |
| 2014 | Vilija Matačiūnaitė | Litva       |
| 2015 | Trijntje Oosterhuis | Nizozemska  |
| 2016 | Nina Kraljić        | Hrvaška     |
| 2017 | Slavko Kalezić      | Črna gora   |
| 2018 | Eye Cue             | Makedonija  |
| 2019 | Conan Osíris        | Portugalska |
| 2021 | Tix                 | Norveška    |
| Vir: |                     |             |